# Kisaki Tomoharu

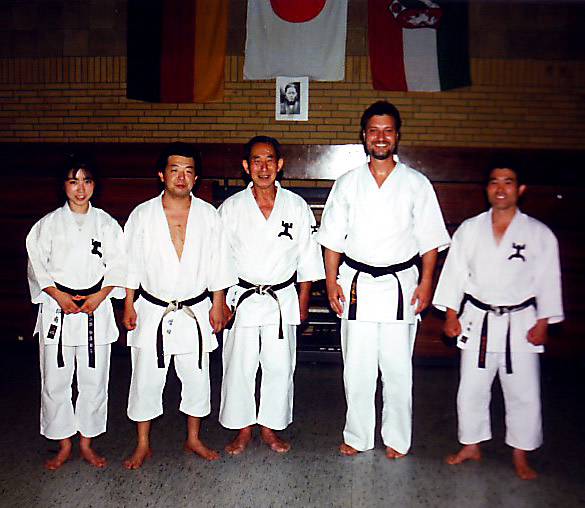
Kisaki Tomoharu (Mitte) auf einem Internationalen Sommerlehrgang des Yuishinkan in Kamen

Kisaki Tomoharu (* 1921; † 1996) 9. Dan Karate-Großmeister des Gōjū-Ryū-Stils.
Kisaki war Schüler von Chōjun Miyagi und dessen Nachfolger Gogen Yamaguchi. Gründete 1954 das Yuishinkan-Dōjō in Osaka, Japan.
Kisaki hatte den 3. Dan im Judo, eine Professur für Budō-Künste und war Präsident des Karate-Studentenverbandes.
Er erweiterte den Gōjū-Ryū-Stil um den Bodenkampf und Würfe. Sein Schüler Fritz Nöpel brachte Gōjū-Ryū nach Deutschland. Der Nachfolger ist Shigeru Nagoya, 8. Dan, ebenfalls aus Osaka.
| Personendaten    | Personendaten             |
| ---------------- | ------------------------- |
| NAME             | Kisaki, Tomoharu          |
| KURZBESCHREIBUNG | japanischer Kampfsportler |
| GEBURTSDATUM     | 1921                      |
| STERBEDATUM      | 1996                      |